# ポルタロック・テリア
ポルタロック・テリア（英：Poltalloch Terrier）は、イギリスのスコットランド原産のテリア犬種である。現在日本でも人気の高いウエスト・ハイランド・ホワイト・テリアの原種でもある。

## 歴史
19世紀頃にポルタロックという小さな町で作出された。そのきっかけはマルカム大佐という人物がこげ茶色のケアーン・テリアを連れてキツネ狩りを行った際に起こった事故であった。彼の視力が悪い事と悪天候、毛色の紛らわしさが重なり、キツネと誤って大差が一番気に入っていた犬を射殺してしまったのである。これにより二度と事故を起こさないためにキツネと見間違わないようなホワイトの毛色のテリアを作出する計画が立てられた。計画はホワイトのコートのテリアの仔犬を集めることから始まった。この頃ホワイトのコートのテリアは虚弱で臆病であるという迷信からほとんどが処分されていたため、ひ弱なテリアを作る気かと批判はされつつも安価で入手する事が出来たと伝えられている。これらの犬はケアーン・テリアだけでなく他種のテリアやワーキング・テリアもいたため、広い遺伝子プールを持つ事が出来、ブリーディングもうまく進んでいった。そして更に改良を重ね、毛色の純白度を高められて出来たのが本種ポルタロック・テリアである。
本種はキツネ狩りだけでなくウサギやアナグマ、カワウソ狩りにも使える万能な犬種として仕上がり、迷信を覆し勇敢で丈夫な犬種になったので評判を呼び、大佐からポルタロックを入手してブリーディングを行うものまで現れ大人気となった。しかし、それにより容姿の似通っていた別の希少犬種、ローズニーズ・テリアと混同される事態に陥ってしまった。そのため、この2犬種をウエスト・ハイランド・ホワイト・テリアと呼ぶ事が決められ、統括が行われてポルタロックはローズニーズを吸収してウエスティとなり、犬種としての姿を消した。

## 特徴
姿はウエスト・ハイランド・ホワイト・テリアに似るが、立ち耳と犬歯が長く、毛色はサンディ（砂色）～クリームまでバリエーションの幅がある。コートは長めのワイアーコートで、その下のボディは筋肉質である。脚はまっすぐで短く、しっかりしている。尾はふさふさした垂れ尾で、ウエスティよりも長かった。小型犬サイズで、性格はわんぱくで陽気であった。